# Den stumma förtvivlans psalm
Den stumma förtvivlans psalm är en psalm vars text är skriven av Kjell Wiklund. Psalmen inleds med orden "När marken brister". Musiken är en svensk folkmelodi. Psalmen har kommit till i december 2004, då Wiklund arbetade i Jourhavande präst, strax efter tsunamikatastrofen.
Psalmen är översatt till finska av Pekka Kivekäs 2007 med orden "Maa järkkyy, murtuu ja kaaos vyöryy" och den finns med i Finlands ev. luth. kyrkas finska psalmbok, dess tillägg, som nr 925. Utöver den svenska melodin har psalmen två nyskrivna melodier, av Erkki Tuppurainen och Jyrki Linjama.
Musikarrangemanget i Psalmer i 2000-talets koralbok är gjort av Harald Göransson.

## Publicerad som
- Nr 848 i Psalmer i 2000-talet under rubriken "Människosyn, människan i Guds hand".
- Nr 911 i Sång i Guds värld. Tillägg till Svensk psalmbok för den evangelisk-lutherska kyrkan i Finland under rubriken "Kris och katastrof" med alternativ melodi av Jyrki Linjama.
- Nr 925 i Finlands ev. luth. kyrkas finska psalmbok, tilläggshäftet "Virsikirjan lisävihko", 2016, med den svenska texten och i översättning av Pekka Kivekäs (2007), med två alternativa melodier av Jyrki Linjama och Erkki Tuppurainen.